# Oliver Hein (Volleyballspieler)
Oliver Hein (* 11. Februar 1997 in Gundelfingen) ist ein deutscher Volleyballspieler.

## Karriere
Heins Eltern Eva und Uwe spielten selbst Volleyball in der Regionalliga, der damals dritthöchsten Spielklasse. Seine eigene Karriere begann er beim TV Denzlingen. 2011 wechselte er zur FT 1844 Freiburg. Mit den Nachwuchsmannschaften nahm er an vielen Meisterschaften teil. Außerdem wurde er 2013 mit Sven Winter deutscher U17-Meister im Beachvolleyball. Im gleichen Jahr wechselte Hein zu den Volley Youngstars, dem Nachwuchs des VfB Friedrichshafen. Er gehörte auch zur deutschen Jugendnationalmannschaft. Mit den Youngstars spielte er drei Jahre lang in der Zweiten Liga Süd. Danach kehrte der Diagonalangreifer nach Freiburg zurück, wo er nun ebenfalls in der Zweiten Liga zum Einsatz kam. Mit den Freiburgern schaffte er in der Saison 2022/23 den Aufstieg in die erste Liga. In der Saison 2023/24 erreichte Freiburg das Viertelfinale im DVV-Pokal 2023/24, aber verpasste als Tabellenzehnter der Bundesliga-Saison die Playoffs. Nach der Saison beendete er seine Karriere im Profi-Volleyball.